# Conus aureopunctatus
Espèce
Statut de conservation UICN

 LC B1b(iii) : Préoccupation mineure
Conus aureopunctatus est une espèce de mollusques gastéropodes marins de la famille des Conidae.
Comme toutes les espèces du genre Conus, ces escargots sont prédateurs et venimeux. Ils sont capables de « piquer » les humains et doivent donc être manipulés avec précaution, voire pas du tout.

## Description
Description originale : « Coquille petite pour le genre, en forme de navette, avec un large verticille corporel et une constriction proéminente autour du tiers antérieur, produisant un canal antérieur distinct ; coquille brillante, polie ; épaule fortement carénée, avec une carène en forme de bille ; spire élevée, scalariforme ; tiers antérieur de la coquille orné de 10 cordons épais, surélevés, en spirale, chacun séparé des autres par des sillons profondément incisés ; couleur de base de la coquille blanche ; partie lisse du verticille du corps avec 4 rangées de points jaune-orange pâle ; cordons spiralés sur l'extrémité antérieure marqués de points jaune-orange ; verticilles de la flèche lisses, avec de nombreuses flammules orange en forme de croissant ; intérieur de l'ouverture blanc ; périostracum brun, épais et lisse. ».
La taille de la coquille atteint 20 mm.

## Distribution
Locus typicus : indiqué par erreur comme étant Golfe du Venezuela, au large de Punto Fijo, dans l'État de Falcon, au Venezuela", mais maintenant corrigé en Cabo Gracias a Dios, à la frontière entre le Honduras et le Nicaragua.
Cette espèce marine d'escargot conique est présente dans la mer des Caraïbes au large du Nicaragua et du Venezuela.

### Niveau de risque d’extinction de l’espèce
Selon l'analyse de l'UICN réalisée en 2011 pour la définition du niveau de risque d'extinction, cette espèce se trouve de Puerto Roosevelt, au Guatemala, à Golfo Triste, au Venezuela. Il n'y a pas de menaces connues. Cette espèce est classée dans la catégorie préoccupation mineure.

## Taxonomie

### Publication originale
L'espèce Conus aureopunctatus a été décrite pour la première fois en 1987 par le malacologiste américain Edward James Petuch (d) (1949-) dans la publication intitulée « Charlottesville, Virginia: The Coastal Education and Research Foundation »,.

### Synonymes
- Conus (Dauciconus) aureopunctatus Petuch, 1987 · appellation alternative
- Gradiconus aureopunctatus (Petuch, 1987) · non accepté

## Identifiants taxonomiques
Chaque taxon catalogué par les bases de données biologiques et taxonomiques possède un identifiant qui permet d'établir un point de référence. Les identifiants de Conus aureopunctatus dans les principales bases sont les suivants :
CoL : XWY6 - GBIF : 6510674 - iNaturalist : 431847 - IRMNG : 11812590 - TAXREF : 150716 - UICN : 192784 - 